# Liste der Nummer-eins-Hits in Frankreich (2019)
Diese Liste der Nummer-eins-Hits in Frankreich 2019 basiert auf den offiziellen Chartlisten des Syndicat National de l’édition Phonographique (SNEP), der französischen Landesgruppe der IFPI. Die Liste gibt die Nummer-eins-Platzierungen der Top Singles und der Top Albums wieder.

## Singles
| ← 2018 ← | Liste der Nummer-eins-Hits in Frankreich | Liste der Nummer-eins-Hits in Frankreich | Liste der Nummer-eins-Hits in Frankreich                                                      | 2020 → |
| \| Zeitraum \| Wo. ges. \| Interpret \| Titel Autor(en) \| Zusätzliche Informationen \| \| (Zeitraum, Wochen auf Platz eins, Interpret, Titel, Autor[en], zusätzliche Informationen) \| \| \| \| \| \| ----------------------------------------------------------------------------------------- \| -------- \| ------------------------------ \| --------------------------------------------------------------------------------------------- \| ----------------------------------------------------------------------------------------------------------------------------------------------------------------------------------------------------------------------------------- \| \| 28. Dezember 2018 – 3. Januar 2019 1 Woche (insgesamt 3) \| 3 \| Mariah Carey \| All I Want for Christmas Is You Walter N. Afanasieff, Mariah Carey \| – \| \| 4. Januar 2019 – 17. Januar 2019 2 Wochen \| 2 \| Angèle feat. Roméo Elvis \| Tout oublier Tristan Romain Imre Salvati, Angèle Aimée J. Van Laeken, Roméo Johnny Van Laeken \| Das belgische Geschwisterpaar Van Laeken war seit 2017 jeder für sich neben ihrer Heimat auch in kleinerem Maß in den französischen Charts erfolgreich; gemeinsam haben sie mit Tout oublier in beiden Ländern ihren ersten Tophit. \| \| 18. Januar 2019 – 24. Januar 2019 1 Woche \| 1 \| Bramsito feat. Booba \| Sale Mood William Davy Fonseca, Brian Massamba, Elie Thitia Yaffa \| Mit seinem ersten Hit steigt Bramsito zehn Wochen nach Charteintritt bis auf Platz 1. Booba ist bereits zum fünften Mal an der Spitze der Singlecharts, aber das erste Mal nur als Gastrapper. \| \| 25. Januar 2019 – 31. Januar 2019 1 Woche \| 1 \| Eva feat. Lartiste \| On Fleek Youssef Akdim, Fabio Lancel, Gbalia Stan, Eva Garnier \| Die 17-jährige Sängerin aus Cannes hat ihre Karriere erst zwei Monate zuvor mit einem Top-20-Hit begonnen. Der Rapper Lartiste hat im Vorjahr seinen ersten Nummer-eins-Hit gehabt. \| \| 1. Februar 2019 – 7. Februar 2019 1 Woche \| 1 \| Booba \| PGP Elie Yaffa, Tim Gomringer, Kevin Gomringer, Exel the Future \| Zum fünften Mal in seinem 18. Jahr erreicht der Rapper-Veteran die Chartspitze. \| \| 8. Februar 2019 – 28. Februar 2019 3 Wochen \| 3 \| Heuss l’Enfoiré feat. Sofiane \| Khapta Mohamed Zeghoudi, Karim Djeriou \| In zwei Jahren hatte Sofiane es nicht auf Platz 1 geschafft, Heuss l’Enfoiré brauchte dafür nur drei Monate seit seinem Chartdebüt. \| \| 1. März 2019 – 28. März 2019 4 Wochen \| 4 \| Ninho \| Goutte d’eau Musik: Kozbeatz, Text: William Levi Nzobazola \| Als Gastrapper bei Rim'K war Ninho im Vorjahr das erste Mal auf Platz 1 gewesen, diesmal schafft er es mit einer eigenen Single. \| \| 29. März 2019 – 16. Mai 2019 7 Wochen \| 7 \| PNL \| Au DD Nabil Andrieu, Tarik Andrieu \| Die beiden Rapper aus dem Großraum Paris belegten nicht nur zum dritten Mal in Folge Platz 1, sie nahmen die ersten zwölf Plätze der Charts ein mit Songs aus dem Album Deux frères, das gleichzeitig die Albumcharts anführte. \| \| 17. Mai 2019 – 23. Mai 2019 1 Woche \| 1 \| Niska feat. Booba \| Médicament Stanislas Dinga Pinto, Elie Yaffa \| Nach 4-jährigem Charterfolg erreicht Niska zum ersten Mal die Spitze der Charts, wobei es Booba bereits zum sechsten Mal auf Platz 1 schafft. \| \| 24. Mai 2019 – 30. Mai 2019 1 Woche \| 1 \| Booba \| Arc-en-ciel Elie Yaffa, Dany Synthé, Nick Bz \| Mit seinem siebten Nummer-eins-Hit löst sich Booba selbst auf Platz 1 ab. \| \| 31. Mai 2019 – 13. Juni 2019 2 Wochen (insgesamt 8) \| 8 \| Lil Nas X \| Old Town Road Montero Hill, Trent Reznor, Atticus Ross \| Wie bereits in zahlreichen anderen Ländern weltweit erreicht das Lied auch in Frankreich Platz 1 der Charts. \| \| 14. Juni 2019 – 27. Juni 2019 2 Wochen \| 2 \| Nekfeu feat. Damso \| Tricheur Ken Samaras, William Kalubi \| – \| \| 28. Juni 2019 – 1. August 2019 5 Wochen (insgesamt 8) \| 8 \| Lil Nas X \| Old Town Road Montero Hill, Trent Reznor, Atticus Ross \| – \| \| 2. August 2019 – 8. August 2019 1 Woche \| 1 \| DJ Snake & J Balvin feat. Tyga \| Loco contigo William Grigahcine, José Osorio, Michael Stevenson, Justin Quiles \| – \| \| 9. August 2019 – 15. August 2019 1 Woche (insgesamt 8) \| 8 \| Lil Nas X \| Old Town Road Montero Hill, Trent Reznor, Atticus Ross \| – \| \| 16. August 2019 – 12. September 2019 4 Wochen \| 4 \| Moha La Squale \| Ma belle Mohamed Bellahmed, Biggie-Jo, Reek Starcks \| – \| \| 13. September 2019 – 19. September 2019 1 Woche \| 1 \| Niska feat. Ninho \| Méchant Stanislas Dinga Pinto, Dopebwoy \| – \| \| 20. September 2019 – 26. September 2019 1 Woche \| 1 \| PLK \| Un peu de haine DST, Junior Alaprod, Wladimir Pariente \| – \| \| 27. September 2019 – 10. Oktober 2019 2 Wochen \| 2 \| Gambi \| Hé oh Gambi, Ace Looky, Neuroz \| – \| \| 11. Oktober 2019 – 14. November 2019 5 Wochen \| 5 \| Gambi \| Popopop Gambi, Ghostkiller Track, Ibø \| Mit seiner Folgesingle löst sich der Rapper selbst auf Platz eins der Singlecharts ab. \| \| 15. November 2019 – 28. November 2019 2 Wochen \| 2 \| Tones and I \| Dance Monkey Toni Watson \| – \| \| 29. November 2019 – 23. Januar 2020 8 Wochen (insgesamt 9) \| 9 \| Gradur feat. Heuss l’Enfoiré \| Ne reviens pas Wanani Gradi Mariadi, Karim Djeriou, Zeg P \| – \| |                                          |                                          |                                                                                               | |
| ← 2018 |                                          |                                          |                                                                                               | → 2020 → |
| Zeitraum | Wo. ges.                                 | Interpret                                | Titel Autor(en)                                                                               | Zusätzliche Informationen |
| (Zeitraum, Wochen auf Platz eins, Interpret, Titel, Autor[en], zusätzliche Informationen) |                                          |                                          |                                                                                               | |
| 28. Dezember 2018 – 3. Januar 2019 1 Woche (insgesamt 3) | 3                                        | Mariah Carey                             | All I Want for Christmas Is You Walter N. Afanasieff, Mariah Carey                            | – |
| 4. Januar 2019 – 17. Januar 2019 2 Wochen | 2                                        | Angèle feat. Roméo Elvis                 | Tout oublier Tristan Romain Imre Salvati, Angèle Aimée J. Van Laeken, Roméo Johnny Van Laeken | Das belgische Geschwisterpaar Van Laeken war seit 2017 jeder für sich neben ihrer Heimat auch in kleinerem Maß in den französischen Charts erfolgreich; gemeinsam haben sie mit Tout oublier in beiden Ländern ihren ersten Tophit. |
| 18. Januar 2019 – 24. Januar 2019 1 Woche | 1                                        | Bramsito feat. Booba                     | Sale Mood William Davy Fonseca, Brian Massamba, Elie Thitia Yaffa                             | Mit seinem ersten Hit steigt Bramsito zehn Wochen nach Charteintritt bis auf Platz 1. Booba ist bereits zum fünften Mal an der Spitze der Singlecharts, aber das erste Mal nur als Gastrapper.                                      |
| 25. Januar 2019 – 31. Januar 2019 1 Woche | 1                                        | Eva feat. Lartiste                       | On Fleek Youssef Akdim, Fabio Lancel, Gbalia Stan, Eva Garnier                                | Die 17-jährige Sängerin aus Cannes hat ihre Karriere erst zwei Monate zuvor mit einem Top-20-Hit begonnen. Der Rapper Lartiste hat im Vorjahr seinen ersten Nummer-eins-Hit gehabt.                                                 |
| 1. Februar 2019 – 7. Februar 2019 1 Woche | 1                                        | Booba                                    | PGP Elie Yaffa, Tim Gomringer, Kevin Gomringer, Exel the Future                               | Zum fünften Mal in seinem 18. Jahr erreicht der Rapper-Veteran die Chartspitze. |
| 8. Februar 2019 – 28. Februar 2019 3 Wochen | 3                                        | Heuss l’Enfoiré feat. Sofiane            | Khapta Mohamed Zeghoudi, Karim Djeriou                                                        | In zwei Jahren hatte Sofiane es nicht auf Platz 1 geschafft, Heuss l’Enfoiré brauchte dafür nur drei Monate seit seinem Chartdebüt.                                                                                                 |
| 1. März 2019 – 28. März 2019 4 Wochen | 4                                        | Ninho                                    | Goutte d’eau Musik: Kozbeatz, Text: William Levi Nzobazola                                    | Als Gastrapper bei Rim'K war Ninho im Vorjahr das erste Mal auf Platz 1 gewesen, diesmal schafft er es mit einer eigenen Single. |
| 29. März 2019 – 16. Mai 2019 7 Wochen | 7                                        | PNL                                      | Au DD Nabil Andrieu, Tarik Andrieu                                                            | Die beiden Rapper aus dem Großraum Paris belegten nicht nur zum dritten Mal in Folge Platz 1, sie nahmen die ersten zwölf Plätze der Charts ein mit Songs aus dem Album Deux frères, das gleichzeitig die Albumcharts anführte.     |
| 17. Mai 2019 – 23. Mai 2019 1 Woche | 1                                        | Niska feat. Booba                        | Médicament Stanislas Dinga Pinto, Elie Yaffa                                                  | Nach 4-jährigem Charterfolg erreicht Niska zum ersten Mal die Spitze der Charts, wobei es Booba bereits zum sechsten Mal auf Platz 1 schafft.                                                                                       |
| 24. Mai 2019 – 30. Mai 2019 1 Woche | 1                                        | Booba                                    | Arc-en-ciel Elie Yaffa, Dany Synthé, Nick Bz                                                  | Mit seinem siebten Nummer-eins-Hit löst sich Booba selbst auf Platz 1 ab. |
| 31. Mai 2019 – 13. Juni 2019 2 Wochen (insgesamt 8) | 8                                        | Lil Nas X                                | Old Town Road Montero Hill, Trent Reznor, Atticus Ross                                        | Wie bereits in zahlreichen anderen Ländern weltweit erreicht das Lied auch in Frankreich Platz 1 der Charts. |
| 14. Juni 2019 – 27. Juni 2019 2 Wochen | 2                                        | Nekfeu feat. Damso                       | Tricheur Ken Samaras, William Kalubi                                                          | – |
| 28. Juni 2019 – 1. August 2019 5 Wochen (insgesamt 8) | 8                                        | Lil Nas X                                | Old Town Road Montero Hill, Trent Reznor, Atticus Ross                                        | – |
| 2. August 2019 – 8. August 2019 1 Woche | 1                                        | DJ Snake & J Balvin feat. Tyga           | Loco contigo William Grigahcine, José Osorio, Michael Stevenson, Justin Quiles                | – |
| 9. August 2019 – 15. August 2019 1 Woche (insgesamt 8) | 8                                        | Lil Nas X                                | Old Town Road Montero Hill, Trent Reznor, Atticus Ross                                        | – |
| 16. August 2019 – 12. September 2019 4 Wochen | 4                                        | Moha La Squale                           | Ma belle Mohamed Bellahmed, Biggie-Jo, Reek Starcks                                           | – |
| 13. September 2019 – 19. September 2019 1 Woche | 1                                        | Niska feat. Ninho                        | Méchant Stanislas Dinga Pinto, Dopebwoy                                                       | – |
| 20. September 2019 – 26. September 2019 1 Woche | 1                                        | PLK                                      | Un peu de haine DST, Junior Alaprod, Wladimir Pariente                                        | – |
| 27. September 2019 – 10. Oktober 2019 2 Wochen | 2                                        | Gambi                                    | Hé oh Gambi, Ace Looky, Neuroz                                                                | – |
| 11. Oktober 2019 – 14. November 2019 5 Wochen | 5                                        | Gambi                                    | Popopop Gambi, Ghostkiller Track, Ibø                                                         | Mit seiner Folgesingle löst sich der Rapper selbst auf Platz eins der Singlecharts ab. |
| 15. November 2019 – 28. November 2019 2 Wochen | 2                                        | Tones and I                              | Dance Monkey Toni Watson                                                                      | – |
| 29. November 2019 – 23. Januar 2020 8 Wochen (insgesamt 9) | 9                                        | Gradur feat. Heuss l’Enfoiré             | Ne reviens pas Wanani Gradi Mariadi, Karim Djeriou, Zeg P                                     | – |

## Alben
| ← 2018 ← | Liste der Nummer-eins-Hits in Frankreich | Liste der Nummer-eins-Hits in Frankreich         | Liste der Nummer-eins-Hits in Frankreich | 2020 → |
| \| Zeitraum \| Wo. ges. \| Interpret \| Titel \| Zusätzliche Informationen \| \| (Zeitraum, Wochen auf Platz eins, Interpret, Titel, zusätzliche Informationen) \| \| \| \| \| \| ------------------------------------------------------------------------------ \| -------- \| ------------------------------------------------ \| ------------------------------------- \| --------------------------------------------------------------------------------------------------------------------------------------------------------------------------------------------------------------------------------------------------------------------------------------------------------------------------------------------------------- \| \| 26. Oktober 2018 – 17. Januar 2019 12 Wochen \| 12 \| Johnny Hallyday \| Mon pays c’est l’amour \| – \| \| 18. Januar 2019 – 31. Januar 2019 2 Wochen \| 2 \| Lomepal \| Jeannine \| Im Dezember hatte der Hip-Hop-Musiker aus Paris mit Trop beau seine erste Nummer-eins-Single, jetzt folgt das zugehörige Album mit Verzögerung an die Chartspitze. \| \| 1. Februar 2019 – 14. Februar 2019 2 Wochen \| 2 \| -M- \| Lettre Infinie \| 10 Jahre ist es her, dass Matthieu Chedid das letzte Mal auf Platz 1 war, insgesamt ist es seine dritte Platzierung an der Spitze \| \| 15. Februar 2019 – 21. Februar 2019 1 Woche \| 1 \| Lacrim \| Lacrim \| Viermal stand der Rapper in den Singlecharts auf Platz 2 und verpasste den Sprung an die Spitze, bei den Alben steht er aber schon zum fünften Mal in sechs Jahren ganz oben. \| \| 22. Februar 2019 – 28. Februar 2019 1 Woche \| 1 \| Angèle \| Brol \| Im Oktober 2018 wurden das Album und die Single Tout oublier veröffentlicht, Anfang dieses Jahres stieg die Single und sechs Wochen später auch das Album der Belgierin an die Chartspitze, 19 Wochen nach Charteintritt. \| \| 1. März 2019 – 14. März 2019 2 Wochen \| 2 \| Lady Gaga & Bradley Cooper \| A Star Is Born (Soundtrack) \| Noch eine Woche länger als das Album in der Vorwoche brauchte dieser Filmsoundtrack bis auf Platz 1: Nachdem die schauspielende Sängerin und der singende Regisseur bei der Oscarverleihung aufgetreten und ausgezeichnet worden waren, stieg das Album in Woche 20 doch noch ganz nach oben. Für Lady Gaga war es nach 2011 das zweite Mal auf der Eins. \| \| 15. März 2019 – 28. März 2019 2 Wochen \| 2 \| Les Enfoirés \| 2019: Le monde des Enfoirés \| Zum 20. Mal in Folge stehen die Enfoirés mit einem ihrer jährlichen Alben auf Platz 1, weitere 10 Jahre zurück, im Jahr 1989, kam das Wohltätigkeitsprojekt erstmals in die Charts. \| \| 29. März 2019 – 11. April 2019 2 Wochen (insgesamt 4) \| 4 \| Ninho \| Destin \| Platz 1 bei den Singles musste der Rapper räumen, dafür übernimmt er zum zweiten Mal nach 2017 die Spitze der Albumcharts. \| \| 12. April 2019 – 18. April 2019 1 Woche (insgesamt 5) \| 5 \| PNL \| Deux frères \| Zum zweiten Mal nach 2016 belegen die beiden Rapper Platz 1, zum ersten Mal sind sie gleichzeitig auch auf Platz 1 der Singles. \| \| 19. April 2019 – 25. April 2019 1 Woche \| 1 \| M. Pokora \| Pyramide \| Mit seinem achten Studioalbum in 15 Jahren erreicht der Musiker zum fünften Mal die Spitzenposition. \| \| 26. April 2019 – 23. Mai 2019 4 Wochen (insgesamt 5) \| 5 \| PNL \| Deux frères \| – \| \| 24. Mai 2019 – 30. Mai 2019 1 Woche \| 1 \| Rammstein \| Unbetitelt \| Nach 25 Jahren Bandgeschichte erreicht die deutsche Gruppe zum ersten Mal Platz 1 der französischen Albumcharts. \| \| 31. Mai 2019 – 13. Juni 2019 2 Wochen (insgesamt 4) \| 4 \| Ninho \| Destin \| – \| \| 14. Juni 2019 – 29. August 2019 11 Wochen \| 11 \| Nekfeu \| Les étoiles vagabondes \| – \| \| 30. August 2019 – 5. September 2019 1 Woche \| 1 \| Lorenzo \| Sex in the City \| – \| \| 6. September 2019 – 12. September 2019 1 Woche \| 1 \| Jean-Baptiste Guegan \| Puisque c’est écrit \| – \| \| 13. September 2019 – 17. Oktober 2019 5 Wochen \| 5 \| Niska \| Mr Sal \| – \| \| 18. Oktober 2019 – 24. Oktober 2019 1 Woche \| 1 \| Vald \| Ce monde est cruel \| – \| \| 25. Oktober 2019 – 31. Oktober 2019 1 Woche \| 1 \| Mylène Farmer \| Live 2019 \| – \| \| 1. November 2019 – 14. November 2019 2 Wochen \| 2 \| Johnny Hallyday \| Johnny \| – \| \| 15. November 2019 – 21. November 2019 1 Woche (insgesamt 3) \| 3 \| Jacques Dutronc, Johnny Hallyday & Eddy Mitchell \| Les vieilles canailles – L’album live \| – \| \| 22. November 2019 – 28. November 2019 1 Woche \| 1 \| Dadju \| Poison ou antidote \| – \| \| 29. November 2019 – 5. Dezember 2019 1 Woche \| 1 \| Coldplay \| Everyday Life \| – \| \| 6. Dezember 2019 – 12. Dezember 2019 1 Woche \| 1 \| Renaud \| Les mômes et les enfants d’abord \| – \| \| 13. Dezember 2019 – 19. Dezember 2019 1 Woche \| 1 \| Jul \| C’est pas des LOL \| – \| \| 20. Dezember 2019 – 2. Januar 2020 2 Wochen (insgesamt 3) \| 3 \| Jacques Dutronc, Johnny Hallyday & Eddy Mitchell \| Les vieilles canailles – L’album live \| – \| |                                          |                                                  |                                          | |
| ← 2018 |                                          |                                                  |                                          | → 2020 → |
| Zeitraum | Wo. ges.                                 | Interpret                                        | Titel                                    | Zusätzliche Informationen |
| (Zeitraum, Wochen auf Platz eins, Interpret, Titel, zusätzliche Informationen) |                                          |                                                  |                                          | |
| 26. Oktober 2018 – 17. Januar 2019 12 Wochen | 12                                       | Johnny Hallyday                                  | Mon pays c’est l’amour                   | – |
| 18. Januar 2019 – 31. Januar 2019 2 Wochen | 2                                        | Lomepal                                          | Jeannine                                 | Im Dezember hatte der Hip-Hop-Musiker aus Paris mit Trop beau seine erste Nummer-eins-Single, jetzt folgt das zugehörige Album mit Verzögerung an die Chartspitze. |
| 1. Februar 2019 – 14. Februar 2019 2 Wochen | 2                                        | -M-                                              | Lettre Infinie                           | 10 Jahre ist es her, dass Matthieu Chedid das letzte Mal auf Platz 1 war, insgesamt ist es seine dritte Platzierung an der Spitze |
| 15. Februar 2019 – 21. Februar 2019 1 Woche | 1                                        | Lacrim                                           | Lacrim                                   | Viermal stand der Rapper in den Singlecharts auf Platz 2 und verpasste den Sprung an die Spitze, bei den Alben steht er aber schon zum fünften Mal in sechs Jahren ganz oben. |
| 22. Februar 2019 – 28. Februar 2019 1 Woche | 1                                        | Angèle                                           | Brol                                     | Im Oktober 2018 wurden das Album und die Single Tout oublier veröffentlicht, Anfang dieses Jahres stieg die Single und sechs Wochen später auch das Album der Belgierin an die Chartspitze, 19 Wochen nach Charteintritt. |
| 1. März 2019 – 14. März 2019 2 Wochen | 2                                        | Lady Gaga & Bradley Cooper                       | A Star Is Born (Soundtrack)              | Noch eine Woche länger als das Album in der Vorwoche brauchte dieser Filmsoundtrack bis auf Platz 1: Nachdem die schauspielende Sängerin und der singende Regisseur bei der Oscarverleihung aufgetreten und ausgezeichnet worden waren, stieg das Album in Woche 20 doch noch ganz nach oben. Für Lady Gaga war es nach 2011 das zweite Mal auf der Eins. |
| 15. März 2019 – 28. März 2019 2 Wochen | 2                                        | Les Enfoirés                                     | 2019: Le monde des Enfoirés              | Zum 20. Mal in Folge stehen die Enfoirés mit einem ihrer jährlichen Alben auf Platz 1, weitere 10 Jahre zurück, im Jahr 1989, kam das Wohltätigkeitsprojekt erstmals in die Charts. |
| 29. März 2019 – 11. April 2019 2 Wochen (insgesamt 4) | 4                                        | Ninho                                            | Destin                                   | Platz 1 bei den Singles musste der Rapper räumen, dafür übernimmt er zum zweiten Mal nach 2017 die Spitze der Albumcharts. |
| 12. April 2019 – 18. April 2019 1 Woche (insgesamt 5) | 5                                        | PNL                                              | Deux frères                              | Zum zweiten Mal nach 2016 belegen die beiden Rapper Platz 1, zum ersten Mal sind sie gleichzeitig auch auf Platz 1 der Singles. |
| 19. April 2019 – 25. April 2019 1 Woche | 1                                        | M. Pokora                                        | Pyramide                                 | Mit seinem achten Studioalbum in 15 Jahren erreicht der Musiker zum fünften Mal die Spitzenposition. |
| 26. April 2019 – 23. Mai 2019 4 Wochen (insgesamt 5) | 5                                        | PNL                                              | Deux frères                              | – |
| 24. Mai 2019 – 30. Mai 2019 1 Woche | 1                                        | Rammstein                                        | Unbetitelt                               | Nach 25 Jahren Bandgeschichte erreicht die deutsche Gruppe zum ersten Mal Platz 1 der französischen Albumcharts. |
| 31. Mai 2019 – 13. Juni 2019 2 Wochen (insgesamt 4) | 4                                        | Ninho                                            | Destin                                   | – |
| 14. Juni 2019 – 29. August 2019 11 Wochen | 11                                       | Nekfeu                                           | Les étoiles vagabondes                   | – |
| 30. August 2019 – 5. September 2019 1 Woche | 1                                        | Lorenzo                                          | Sex in the City                          | – |
| 6. September 2019 – 12. September 2019 1 Woche | 1                                        | Jean-Baptiste Guegan                             | Puisque c’est écrit                      | – |
| 13. September 2019 – 17. Oktober 2019 5 Wochen | 5                                        | Niska                                            | Mr Sal                                   | – |
| 18. Oktober 2019 – 24. Oktober 2019 1 Woche | 1                                        | Vald                                             | Ce monde est cruel                       | – |
| 25. Oktober 2019 – 31. Oktober 2019 1 Woche | 1                                        | Mylène Farmer                                    | Live 2019                                | – |
| 1. November 2019 – 14. November 2019 2 Wochen | 2                                        | Johnny Hallyday                                  | Johnny                                   | – |
| 15. November 2019 – 21. November 2019 1 Woche (insgesamt 3) | 3                                        | Jacques Dutronc, Johnny Hallyday & Eddy Mitchell | Les vieilles canailles – L’album live    | – |
| 22. November 2019 – 28. November 2019 1 Woche | 1                                        | Dadju                                            | Poison ou antidote                       | – |
| 29. November 2019 – 5. Dezember 2019 1 Woche | 1                                        | Coldplay                                         | Everyday Life                            | – |
| 6. Dezember 2019 – 12. Dezember 2019 1 Woche | 1                                        | Renaud                                           | Les mômes et les enfants d’abord         | – |
| 13. Dezember 2019 – 19. Dezember 2019 1 Woche | 1                                        | Jul                                              | C’est pas des LOL                        | – |
| 20. Dezember 2019 – 2. Januar 2020 2 Wochen (insgesamt 3) | 3                                        | Jacques Dutronc, Johnny Hallyday & Eddy Mitchell | Les vieilles canailles – L’album live    | – |